# Samostan Ksenofont
Samostan Ksenofont (grško starogrško Μονή Ξενοφώντος, Moní Ksenofóntos) je pravoslavni samostan v meniški državi Gora Atos, Grčija.
Stoji ob morju na zahodni obali polotoka Atos. Zgrajen je bil v 10. ali 11. stoletju. Posvečen je svetemu Juriju. V njegovi notranjosti je enajst kapel, zunaj pa še šest. Glavna cerkev v novoklasičnem slogu je bila zgrajena malo pred grško revolucijo leta 1821. Je verjetno največja na Atosu in ima popolno akustiko. Samostanski pevci so najboljši izvajalci tradicionalne  bizantinske  cerkvene glasbe na Atosu. Edina rivala sta morda samostana Vatoped in Gregoriat. Od leta 2015 vodi samostana prior Aleksej. Z denarjem grške vlade in Evropske komisije se samostan temeljito obnavlja.
Ksenofont zaseda šestnajsto mesto v hierarhiji dvajsetih atoških samostanov.  V njem je okoli 55 aktivnih menihov, večinoma Grkov. Dva starejša meniha sta Američana.
Samostanska knjižnica poseduje okoli 300 rokopisov in 4.000 tiskanih knjig.

## Galerija
- Nova cerkev
- Stara cerkev
- Dvorišče

## Vir
- E.K. Litsas. Xenophon-Kloster. V: Lexikon des Mittelalters (LexMA). Band 9, LexMA-Verlag, München 1998, ISBN 3-89659-909-7, Sp. 403 f.